# Clinanthus variegatus
Clinanthus variegatus är en amaryllisväxtart som först beskrevs av Hipólito Ruiz López och Pav., och fick sitt nu gällande namn av Alan W. Meerow. Clinanthus variegatus ingår i släktet Clinanthus, och familjen amaryllisväxter.
Artens utbredningsområde är Peru. Inga underarter finns listade i Catalogue of Life.

## Bildgalleri

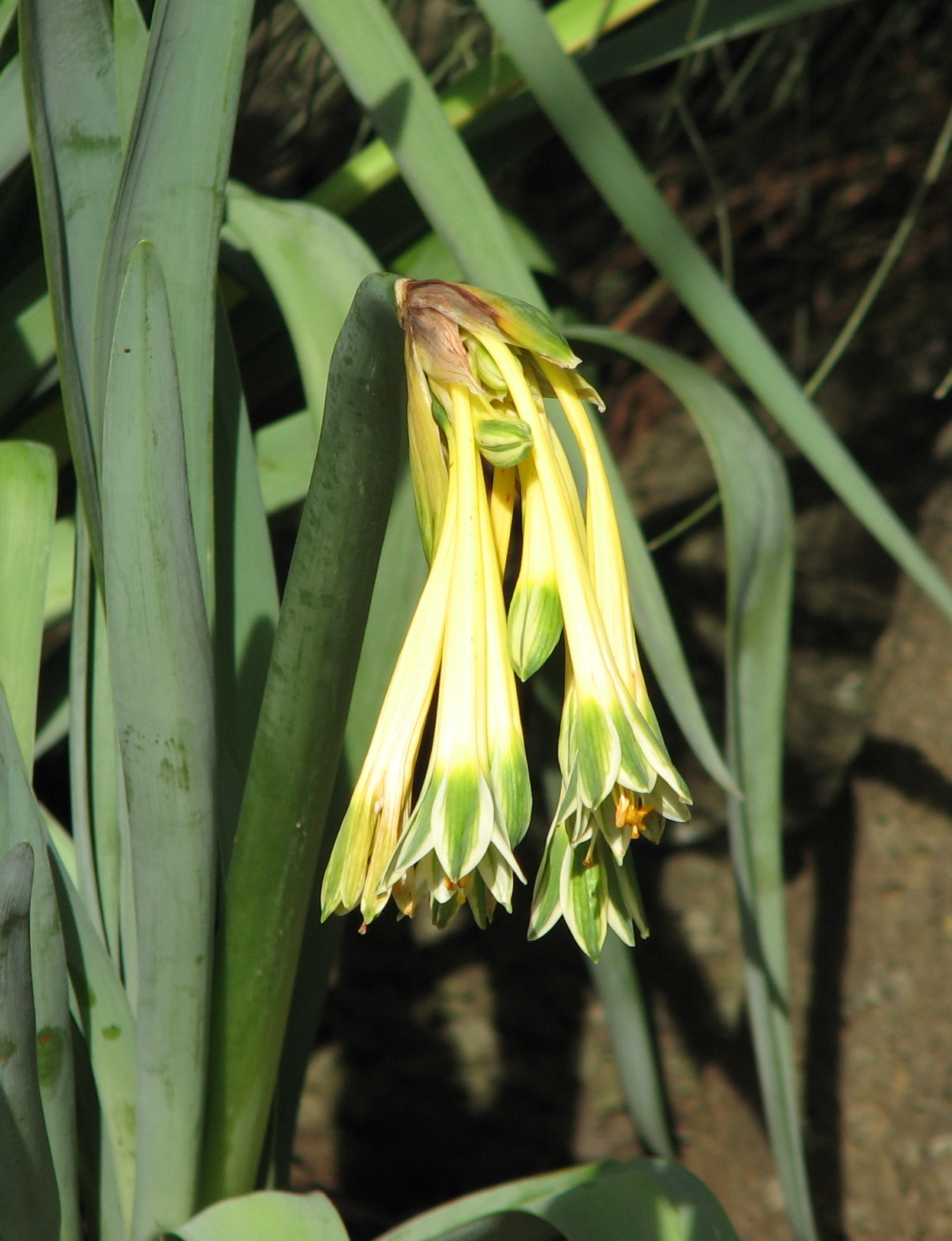